# Primitivo Uno
Coronel Primitivo Uro fue un militar mexicano con idealismo villista que participó en la Revolución mexicana. Nació en General Terán, Nuevo León, en 1881. Fue miembro del Partido Liberal Mexicano y luego del Partido Antirreeleccionista. Desde 1913 ingresó a la División del Norte para luchar contra Victoriano Huerta y participó en casi todas las acciones bélicas de esta unidad, en las que alcanzó el grado de coronel. Además, en la División del Norte ocupó el cargo de proveedor general.